# 石原興
石原 興（いしはら しげる、1940年〈昭和15年〉6月22日 - ）は、日本の映画監督、テレビディレクター、撮影技師。京都府出身。

## 経歴・人物
日本大学藝術学部映画学科中退。
日大中退後、京都映画撮影所に入社し、キャメラマン（撮影技師）のアシスタントとして、数多くの映画の現場につく。
1965年、朝日放送制作の帯ドラマ『かあちゃん結婚しろよ』で正キャメラマンとしてデビュー。その後、多くのテレビドラマのキャメラマンを務める。
1970年代から80年代の人気時代劇「必殺シリーズ」のキャメラマンとしてつとに有名。同シリーズの照明担当の中島利男とのコンビにより、あの独特の陰影を持つ画面が作られていた。必殺シリーズ通算300話記念となった、『必殺商売人』の18話「殺られた主水は夢ん中」で初の監督を務めた。他何作かでは併行して監督もつとめたこともあったが、「必殺シリーズ」終了後の1990年代になってから鬼平や剣客商売などで監督業を本格的に行うようになる。
また、中学生時代から「アサヒカメラ」誌に入選したほどの写真の腕前で、1983年には必殺シリーズのブームを巻頭特集したテレビ情報誌「ザテレビジョン」誌の表紙撮影（モデルは藤田まこと演じる中村主水）も担当したほか、近年では京本政樹の写真集「必殺！THE bi-kenshi」（2004年、ぴあ刊）の撮影総監督も担当。夫人は元松竹女優の尾崎奈々である。

## 代表作

### 撮影技師として

#### テレビドラマ
- かあちゃん結婚しろよ（帯ドラマ）
- 必殺シリーズ
- 京都妖怪地図（土曜ワイド劇場）
- 京都マル秘指令 ザ新選組
- 京都のテミス女裁判官（土曜ワイド劇場）

（いずれも朝日放送）
- 女人武蔵（関西テレビ）

#### 映画
- 劇場版必殺シリーズ
  - 必殺! THE HISSATSU（1984年6月16日）
  - 必殺! ブラウン館の怪物たち（1985年6月29日）
  - 必殺! III 裏か表か（1986年5月24日）
  - 必殺4 恨みはらします（1987年6月6日）
  - 必殺!5 黄金の血（1991年11月23日）
  - 必殺! 主水死す（1996年5月25日）
- 典子は、今（1981年10月17日）
- 忠臣蔵外伝 四谷怪談（1994年10月22日）
同作で第18回日本アカデミー賞最優秀撮影賞を受賞[2]。
- 京極夏彦 怪〜七人みさき〜
- 初雪の恋 ヴァージン・スノー（2007年5月12日）
- 風雲児〜長者番付に挑んだ男〜（2006年6月10日）

### 監督として

#### Vシネマ
- 大霊界3 死んだら生まれ変わる（1994年）丹波哲郎と共同
- 極道の2号たち（1996年）
- 極道の2号たち2 嗚呼!現金とともに去りぬ（1997年）
- 必殺始末人II 乱れ咲く女役者の夢舞台（1998年）
- 首領への道シリーズ（2003年には劇場映画を製作）
- 実録・史上最大の抗争 義絶状1（2002年）
- 実録・関東やくざ戦争 修羅の盃（2003年、GPミュージアムソフト）
  - 実録・関東やくざ戦争2 修羅の代紋（2004年、GPミュージアムソフト）
- 実録・名古屋やくざ戦争 統一への道（2003年-2004年）全4作
- 修羅の門（2005年）
- 誇り高き野望（2009年、第2・3作を除く）

#### 映画
- 必殺始末人（1997年3月1日）
- 日本極道史 野望の軍団（1999年1月16日、岩清水昌弘と共同）
- 必殺! 三味線屋・勇次（1999年2月11日）
- 獄に咲く花（2010年4月10日）
- 柳生十兵衛 世直し旅（2015年）

#### テレビ
- 江戸中町奉行所（テレビ東京）
- 保護司堂本ガンバります 郡上八幡連続殺人事件（月曜ドラマスペシャル(TBS)）
- 京都マル秘仕置帖→京都マル秘仕事人（土曜ワイド劇場(ABC)）
- 京都の女庭師風水探偵さくら子（土曜ワイド劇場(ABC)）
- 部長刑事シリーズ・警部補マリコ（テレビ、朝日放送）
- 剣客商売（藤田まこと版、フジテレビ）
- 鬼平犯科帳スペシャル 山吹屋お勝（フジテレビ）
- 必殺仕事人2007（朝日放送・テレビ朝日）
- 刺客請負人（テレビ東京）
- 必殺仕事人2009（朝日放送・テレビ朝日）
- 赤かぶ検事京都編（TBS）
- 必殺仕事人2010（朝日放送・テレビ朝日）
- 必殺仕事人2012（朝日放送・テレビ朝日）
- 必殺仕事人2013（朝日放送・テレビ朝日）
- 必殺仕事人2014（朝日放送・テレビ朝日）
- 闇の狩人 （スカパー!・時代劇専門チャンネル）
- 一路（NHK BSプレミアム・BS時代劇）
- 必殺仕事人2015（朝日放送・テレビ朝日）
- 必殺仕事人2016（朝日放送・テレビ朝日）
- 石川五右衛門（テレビ東京）
- 必殺仕事人（2018年、朝日放送・テレビ朝日）
- 必殺仕事人2019（朝日放送・テレビ朝日）
- 必殺仕事人2020（朝日放送・テレビ朝日）

### その他
Vシネマ
- 実録・山陽道やくざ戦争 手打ち破り（2001年）監修